# 칠성사이다
칠성사이다(七星 cider)는 1950년 5월 9일에 출시된 청량 음료다.

## 역사
칠성사이다 출시 이전
1945년 해방 직후에는 서울사이다, 삼성사이다, 스타사이다 등의 대한민국 기업이 생산한 제품들이 경쟁적으로 만들어지기 시작하기도 하였다.
칠성사이다 출시 이후
1950년 한국 전쟁 직전에 칠성사이다를 출시하였지만 회사 이름은 1950년 동방청량음료, 1967년 한미식품공업, 1973년 칠성한미음료 등을 거쳐 1974년 12월부터 롯데칠성음료가 되었다.

## 제품 용량
- 190ml CAN
- 250ml CAN
- 300ml PET
- 330ml 유리병
- 350ml PET
- 355ml CAN
- 500ml PET
- 1.0L PET
- 1.25L PET
- 1.5L PET
- 1.8L PET

## 같이 보기
- 롯데칠성음료
- 사이다
- 천연사이다